# Erwin van den Eshof
Erwin van den Eshof (1976) is een Nederlands film- en televisieregisseur. 
Van den Eshof deed een opleiding aan de Nederlandse Filmacademie. Hij regisseerde diverse films en series, waaronder Doodeind, Alles is nog steeds zoals het zou moeten zijn en De Ludwigs. Voor Doodeind (2006) ontving hij de Filmprijs van de Stad Utrecht.
In 2024 publiceerde hij zijn eerste kinderboek, Het geheim van Anders Grissel. Hij ontving hiervoor een  aanmoedigingsprijs van de jury van de Hotze de Roosprijs.

## Filmografie

### Film
- 2003: Vrouwenvlees
- 2003: Schemer
- 2003: De herinnering
- 2006: Doodeind
- 2008: Harry Doright's Prelude to Hell
- 2010: Pieflos, de oksellikkende heks
- 2010: Off Road
- 2010: Snuf en het spookslot
- 2012: Zombibi
- 2015: Popoz
- 2017: Misfit
- 2018: Elvy's Wereld: So Ibiza
- 2019: Misfit (Duitse versie)
- 2019: Misfit 2
- 2020: Misfit 3: De finale
- 2022: Misfit: The Switch
- 2023: Alles is nog steeds zoals het zou moeten zijn
- 2024: Expeditie Cupido
- 2024: Vuur & vlam
- 2025: Love Fail Repeat

### Televisie
- 2013-2014: Popoz, 11 afleveringen
- 2016-2019: De Ludwigs, 58 afleveringen
- 2017: De Ludwigs: Wie is de dief?, 8 afleveringen
- 2017-2021: Hunter Street, 30 afleveringen
- 2019: Drunk History: Bezopen verhalen, 2 afleveringen
- 2021: Misfit, 8 afleveringen